# San Saba, Texas
San Saba là một thị trấn thuộc quận San Saba, tiểu bang Texas, Hoa Kỳ. Năm 2010, dân số của thị trấn này là 3099 người.

## Dân số
- Dân số năm 2000: 2637 người.
- Dân số năm 2010: 3099 người.